# Chamouille
Chamouille är en kommun i departementet Aisne i regionen Hauts-de-France i norra Frankrike. Kommunen ligger  i kantonen Craonne som ligger i arrondissementet Laon. År 2022 hade Chamouille 270 invånare.

## Befolkningsutveckling
Antalet invånare i kommunen Chamouille
Referens: INSEE